# Relaciones Austria-Serbia
Han existido relaciones exteriores entre Austria y Serbia y sus estados predecesores. Austria tiene una embajada en Belgrado. Serbia tiene una embajada en Viena y un consulado general en Salzburgo. Austria es miembro de la Unión Europea, en la cual Serbia es candidata.

## Historia
La historia de las relaciones entre los dos países se remonta a la Gran Guerra Turca, la Serbia ocupada por los Habsburgo (1686-1691) y las Grandes Migraciones Serbias (formación de la Frontera Militar y construcción de la Fortaleza de Petrovaradin), a la época en que el Reino de Serbia (Habsburgo) había sido una provincia del Imperio Habsburgo, y la última guerra austro-turca (1787-1791) en la época de la Serbia ocupada por los Habsburgo (1788-1792).

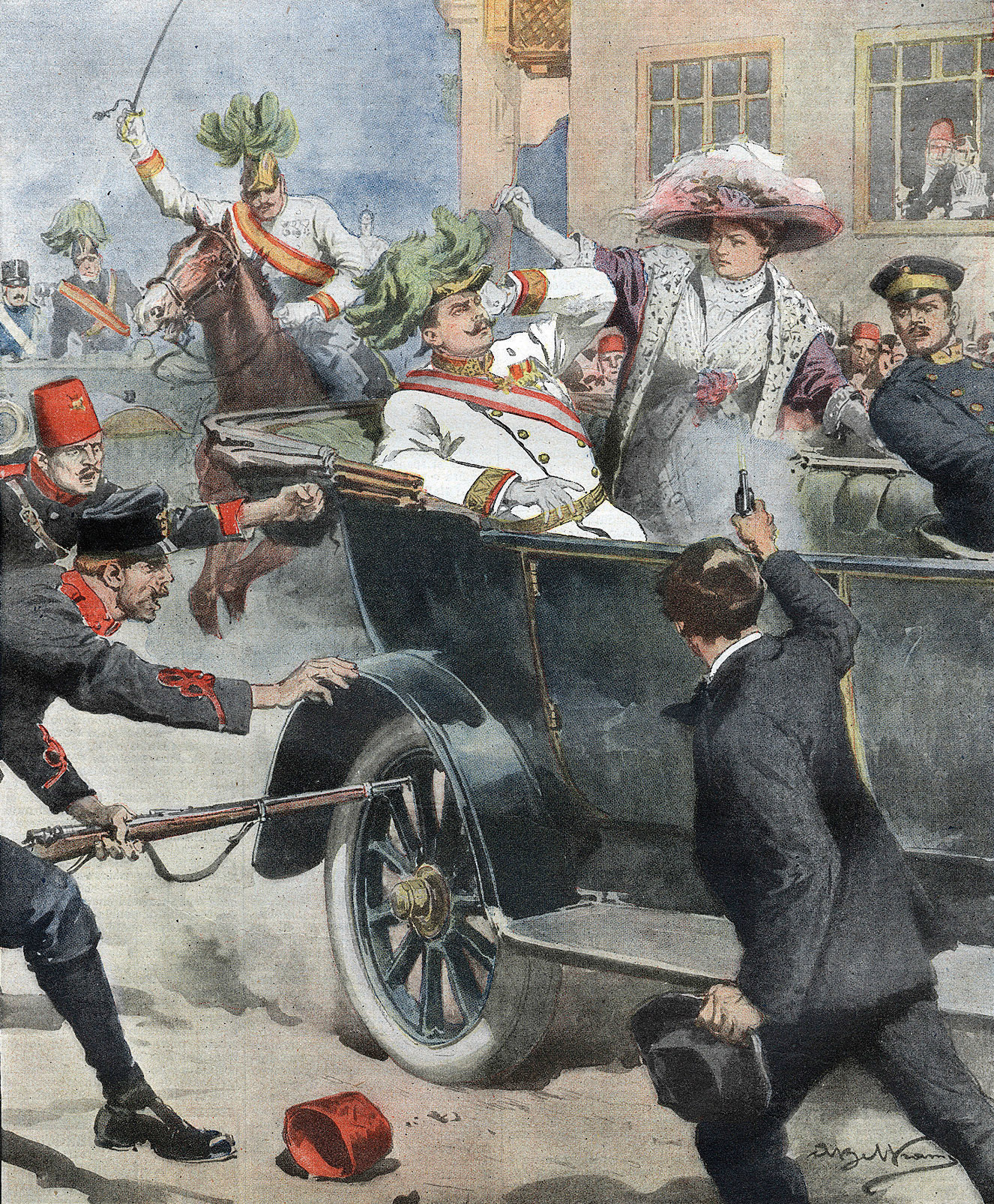
El archiduque Francisco Fernando y su esposa Sofía fueron asesinados por Gavrilo Princip (Domenica del Corriere, 12 de julio de 1914)

Las relaciones exteriores, como tales, datan de la proclamación del Imperio austríaco en 1804 y la formación en 1817 del Principado de Serbia, un estado autónomo dentro del Imperio otomano. Los Habsburgo reconocieron la independencia de Serbia y establecieron relaciones diplomáticas en 1874, apoyadas por el Tratado de Berlín (1878).
Los gobernantes Habsburgo no se opusieron a la represión húngara de las revueltas serbias durante las revoluciones de 1848. Las reclamaciones serbias no fueron reconocidas por Hungría y finalmente se apaciguaron con el Compromiso austrohúngaro de 1867, lo que enfureció aún más a los nacionalistas serbios. Un estallido notable entre los dos países fue el conflicto económico de 1906-1909 conocido como la guerra del Cerdo, seguido de la crisis diplomática y militar por la anexión austriaca de Bosnia, que contribuyó a inflamar el sentimiento panserbio y ayudó a sentar las bases para la Primera Guerra Mundial. En última instancia, las tensiones entre los dos países no pudieron resistir la tensión del asesinato del archiduque de Austria, por un joven serbio de Bosnia, una oportunidad para que el gobierno austrohúngaro solucionara el nacionalismo eslavo.
Tras la crisis de julio, Austria-Hungría lanzó tres ofensivas infructuosas para castigar a Serbia por supuestamente apoyar a los asesinos. En octubre de 1915, con la ayuda de las fuerzas alemanas y búlgaras, Serbia fue finalmente conquistada y dividida en zonas de ocupación separadas. Las tres cuartas partes del norte de Serbia quedaron bajo un duro régimen de ocupación austrohúngaro hasta su liberación por las fuerzas aliadas en 1918.
La Primera Guerra Mundial finalmente destruyó el Imperio austrohúngaro, dejando a una Primera República de Austria reducida como un estado residual. Serbia anexó gran parte de las antiguas posesiones austríacas en los Balcanes para convertirse en el Reino de los Serbios, Croatas y Eslovenos, más tarde el Reino de Yugoslavia. Austria finalmente fue anexada por Alemania, poniendo fin a sus relaciones exteriores individuales.
Varios médicos y veterinarios serbios se formaron en Austria durante el período de entreguerras y también antes de este.

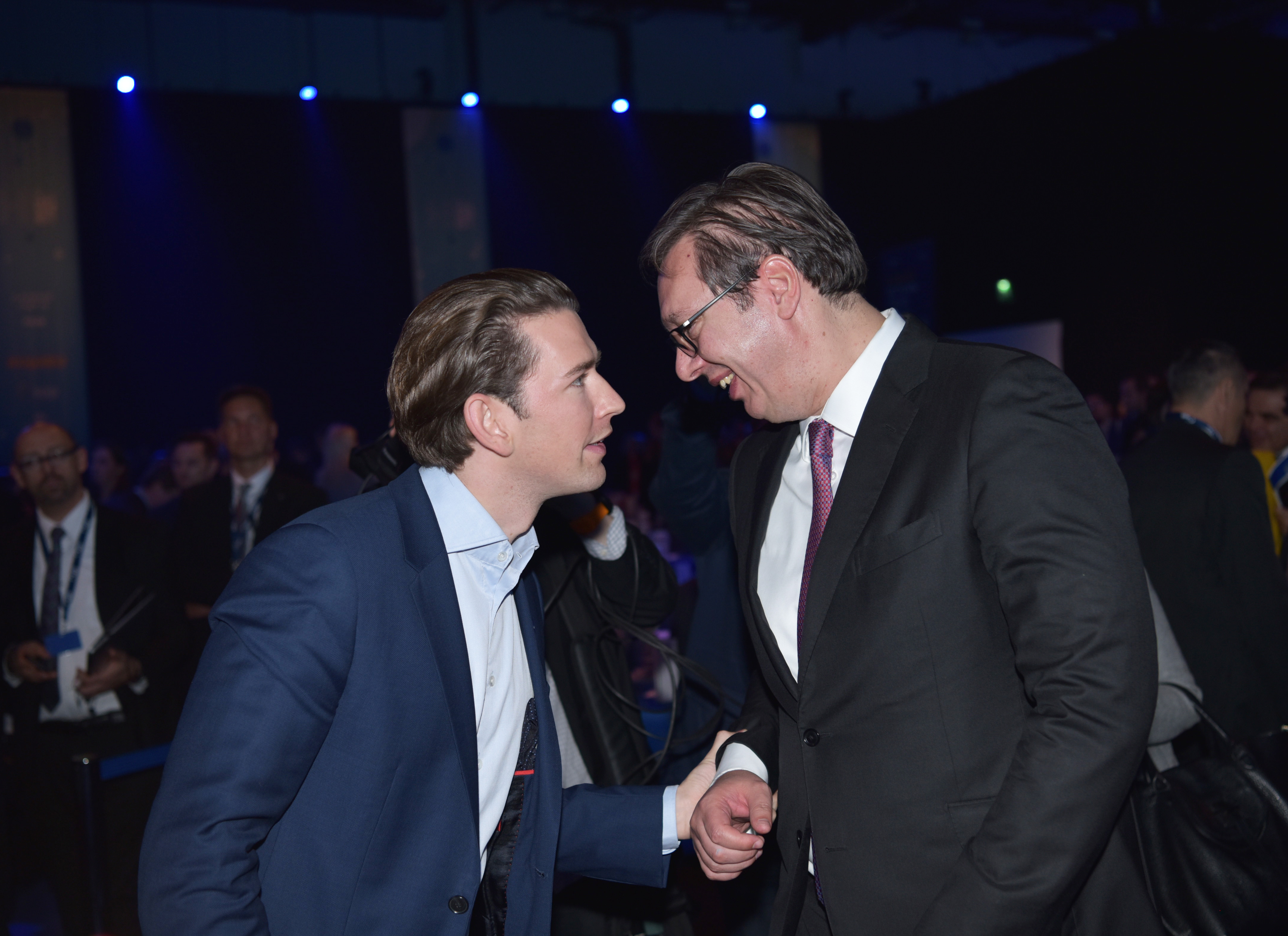
Aleksandar Vučić, presidente de Serbia y Sebastian Kurz, canciller de Austria, en 2018.

## Población
En Austria viven entre 200 000 y 300 000 personas de ascendencia serbia.

## Diplomacia
- Serbia tiene una embajada en Viena y un consulado general en Salzburgo.
- Austria tiene una embajada en Belgrado y un consulado general en Niš

## Lectura adicional
- Trivanovitch, Vaso. "Serbia, Rusia y Austria durante el gobierno de Milán Obrenovich, 1868-78" Journal of Modern History (1931) 3#3 págs. 414-440 en línea